# Cicli Olympia
La Cicli Olympia s.r.l. è un'azienda italiana di Piove di Sacco, in provincia di Padova, specializzata nella progettazione, realizzazione e vendita di biciclette. È uno dei più antichi marchi italiani tuttora in attività.

## Storia

Vecchio logo dell'Olympia Carlo Borghi

Il marchio fu fondato a Milano nel 1893 da Carlo Borghi, che vicino a Porta Romana avviò una fabbrica che produceva biciclette e motociclette. Alla fine degli anni '30 la Olympia riattivò una squadra di ciclismo (già presente in gruppo a inizio decennio) che ebbe i suoi maggiori successi nel Giro d'Italia 1940, con il secondo posto in classifica generale di Enrico Mollo, e l'anno seguente, con la vittoria di Pietro Chiappini alla Milano-Torino.
Agli inizi degli anni '60 l'attività fu acquisita dalla famiglia Fontana che ne trasferì la produzione in Veneto.
L'azienda, come avvenuto con la Carnielli Graziella, seguì l'onda del successo delle bici pieghevoli, con l'innovativa "Stellina". La produzione ridotta e i dettagli di pregio la resero tuttavia antieconomica, e i problemi di tutela del sistema di piegatura e del nome, condiviso con una smontabile prodotta dalla OMP Filipetti di Torino, la destinarono all'oblio in favore della Graziella, il cui nome è assurto negli anni a sinonimo di piccola bicicletta pieghevole.
Oggi la Olympia opera nello stabilimento di 4400 m² di Piove di Sacco ed il gruppo comprendeva anche il marchio Scapin (dal 2005 fino al 2018,ceduta alla ditta bettella di limena (PD) già proprietaria del marchio Pinasco) e, con azionariato diverso, il marchio Frera (dal 1990, entrato ufficialmente nel gruppo nel 2016).
Il marchio Scapin ha guadagnato una certa fama nel campo del design, vincendo il premio italiano “Compasso d’Oro”. Anche Olympia, nel 2009, è stata inserita nell’ADI Design Index, annuario italiano del design che raccoglie le produzioni più blasonate.
Nel marzo 2025 è stata annunciata la cessione del 100% delle quote ed il conseguente ingresso nel gruppo Cicli Lombardo.